# Сабаєвське сільське поселення
Саба́євське сільське поселення (рос. Сабаевское сельское поселение) — муніципальне утворення у складі Кочкуровського району Мордовії, Росія. Адміністративний центр — село Сабаєво.

## Населення
Населення — 869 осіб (2019, 1092 у 2010, 1341 у 2002).

## Склад
До складу поселення входять такі населені пункти:
| Населений пункт     | Населення, осіб (2002) | Населення, осіб (2010) |
| ------------------- | ---------------------- | ---------------------- |
| Майдан, селище      | 26                     | 3                      |
| Пенькозавод, селище | 66                     | 61                     |
| Сабаєво, село       | 1249                   | 1028                   |